# Штеттен-ам-Кальтен-Маркт
Штеттен-ам-Кальтен-Маркт (нем. Stetten am kalten Markt) — община в Германии, в земле Баден-Вюртемберг.
Подчиняется административному округу Тюбинген. Входит в состав района Зигмаринген. Население составляет 5091 человек (на 31 декабря 2010 года). Занимает площадь 56,47 км².
Коммуна подразделяется на 5 сельских округов.

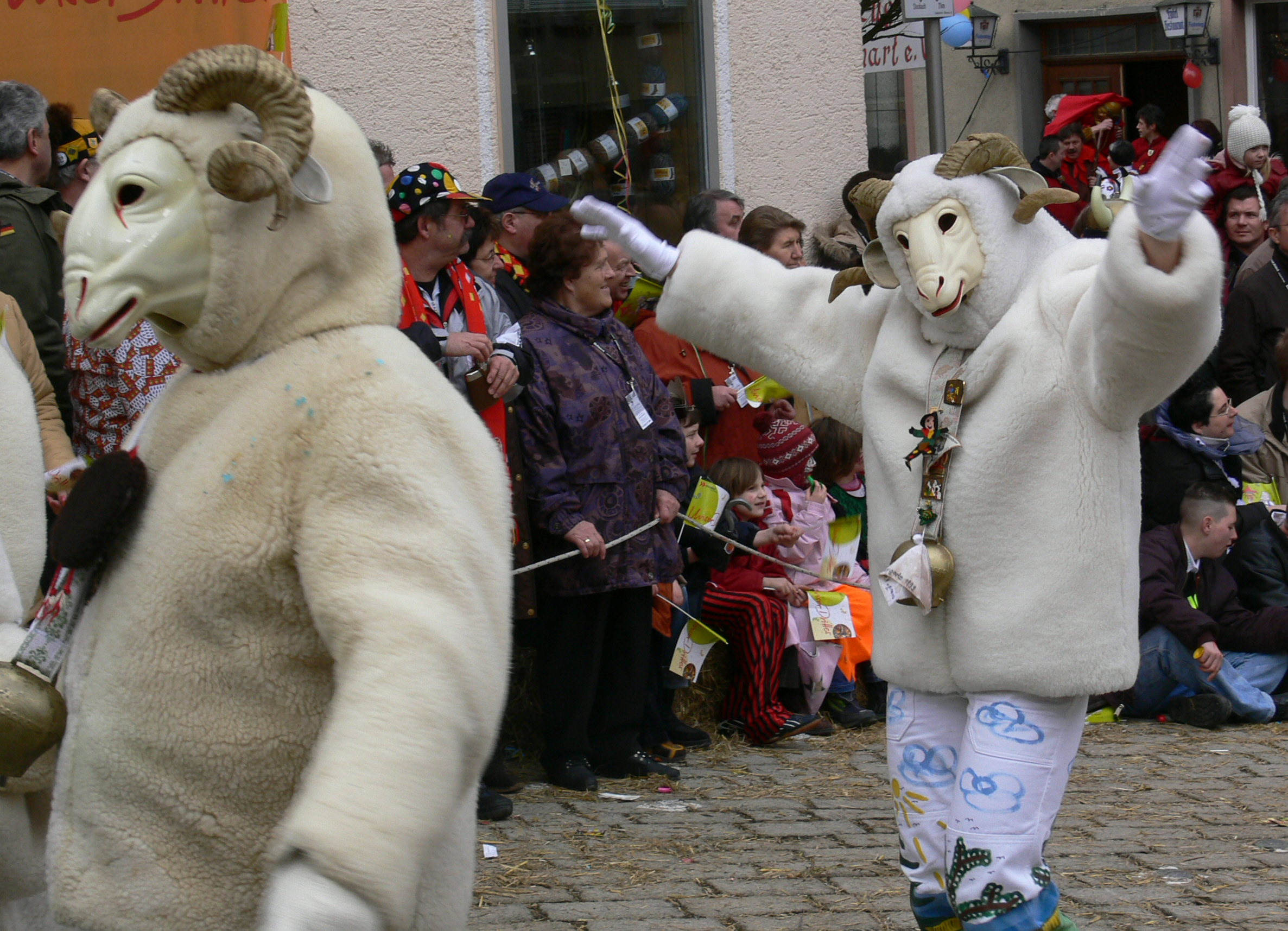
Штеттен-ам-Кальтен-Маркт